# 穆特洛夫斯基火山
穆特洛夫斯基火山是俄羅斯的火山，位於堪察加半島南部，距離堪察加彼得罗巴甫洛夫斯克約80公里，海拔高度2,323米，火山口直徑達2公里，最近一次火山噴發在2000年發生。